# Абрамова Надія Устинівна
Надія Устинівна Абрамова (нар. 1925 — 2009, місто Санкт-Петербург, Російська Федерація) — радянська діячка, секретар Кримського обласного комітету КПРС, заступник голови Кримського облвиконкому.

## Біографія
Освіта вища.
Член ВКП(б) з 1947 року.
На 1960 рік — голова виконавчого комітету Сталінської районної ради депутатів трудящих міста Севастополя.
На 1961 рік — 1-й секретар Сталінського районного комітету КПУ міста Севастополя. До 1970 року — 1-й секретар Ленінського районного комітету КПУ міста Севастополя.
29 грудня 1970 — 27 березня 1974 року — заступник голови виконавчого комітету Кримської обласної ради народних депутатів.
2 лютого 1974 — 27 січня 1982 року — секретар Кримського обласного комітету КПРС з питань соціально-економічного розвитку.
З січня 1982 року — на пенсії.
Померла 2009 року в Санкт-Петербурзі. Похована на Нікольському цвинтарі.

## Нагороди
- орден Трудового Червоного Прапора
- орден «Знак Пошани» (7.03.1960)
- ордени
- медалі